# フタル酸ジイソブチル
フタル酸ジイソブチル（フタルさんジイソブチル､Diisobutyl Phthalate、略号:DIBP）はイソブタノールと無水フタル酸とからエステル化により製造される有機化合物である。化学式はC6H4(COOCH2CH(CH3)2)2、屈折率は1.488 - 1.492 (20 °C, D)
DIBPは無臭の熱および光に安定な可塑剤である。可塑剤としては、ニトロセルロースよりも安価であり、DBP (フタル酸ジブチル, CAS No.: 84-74-2)よりも密度や融点が低い特性を持つ。それ以外の特性はDBPと類似の為、DBPの代替物として利用される。
DIBPはセルロイド、ネイルポリッシュ、爆発物、塗料製造に利用され、あるいはメタクリル酸メチルと組み合わせて利用される。
消防法に定める第4類危険物 第3石油類に該当する。欧州連合のRoHSにより、電子機器・電気機器への使用には規制を受ける。